# 四棵乡
四棵乡，是中华人民共和国四川省凉山彝族自治州布拖县曾经下辖的一个乡。2021年1月12日，撤销四棵乡，其所属行政区域为地洛镇的行政区域。

## 行政区划
四棵乡撤销前下辖以下地区：
冕岭子村、四棵村、沟姑村、直木史村和冬各村。